# Fenomenologia (ciência)
O termo fenomenologia em física de alta energia se utiliza para descrever um corpo de conhecimento que relaciona entre si distintas observações empíricas de fenômenos, de forma consistente com a teoria fundamental, mas que não se deriva diretamente da mesma.
Por exemplo, expressões algébricas simples podem ser usadas para modelar observações ou resultados experimentais sobre diferentes distâncias e comprimentos, massas e escalas de tempo, apesar do fato de que as expressões em si mesmas não podem ser derivadas (ou ainda não tenham sido) da teoria fundamental desta área de conhecimento.
Outra forma de descrever a fenomenologia é que é um ponto médio entre o experimento e a teoria. É mais abstrato e inclui mais passos lógicos que o experimento, mas está mais diretamente relacionado ao experimento que a teoria.
As fronteiras entre "teoria" e "fenomenologia", e entre a mesma e "experimento", são algo difusas e até um certo ponto dependem do entendimento e intuição do cientista que as descreve.
A maioria dos cientistas diriam que uma modelagem fenomenológica não constitui um entendimento do fenômeno, mas também estariam de acordo em que jogam um papel válido na ciência.
A filósofa da ciência Nancy Cartwright não crê nas leis fundamentais mas simplesmente nas leis fenomenológicas da ciência.